# Интервью с вампиром (роман)
«Интервью́ с вампи́ром» (англ. Interview with the Vampire) — роман американской писательницы Энн Райс, первый том цикла «Вампирские хроники». Роман описывает историю жизни вампира Луи, рассказываемую им молодому репортёру Дэниелу Моллою. Райс написала этот роман в 1973 году, а впервые он был напечатан в 1976 году. На сегодняшний день произведение имеет тираж около 8 миллионов экземпляров.
В 1994 году кинокомпанией The Geffen Film Company был снят фильм «Интервью с вампиром» с мировыми кинозвёздами в лице Тома Круза, Брэда Питта и Антонио Бандераса.

## Персонажи
- Лестат де Лионкур (англ. Lestat de Lioncourt) — главный герой романа и большинства последующих произведений серии. Лестат обладает светлыми волосами и красивой внешностью, которую он унаследовал от своей матери. Лестат часто прикрывает свои недостатки и преувеличивает (или придумывает) свои достоинства.
- Луи де Пон дю Лак (фр. Louis de Pointe du Lac) — второй главный герой романа, компаньон Лестата. До обращения был владельцем двух плантаций неподалёку от Нового Орлеана.
- Клодия (англ. Claudia) — «приёмная дочь» Лестата и Луи. Клодия стала вампиром будучи ребёнком, поэтому её тело остаётся телом девочки, хотя разум взрослеет.
- Арман (англ. Armand) — глава Театра вампиров и какое-то время лучший друг Луи. Во время его первого появления в романе Арману было четыреста лет.
- Дэниел Моллой (англ. Daniel Molloy) — молодой репортёр, бравший интервью у Луи.
- Мадлен (англ. Madeleine) — парижская дама, владелица кукольной лавки. Мадлен основала её после смерти своей дочери, фотографию которой она всегда носит на груди. Клодия уговорила Луи сделать Мадлен вампиром.

### Второстепенные персонажи
- Маркиз д’Оверн (англ. marquis d'Auvergne) — отец Лестата, ненавидимый им. Во время восстания рабов Луи убивает его по просьбе Лестата.
- Сантьяго (англ. Santiago) — член труппы Театра вампиров, больше всех невзлюбивший Луи.
- Бабетта Френьер (англ. Babette Freniere) — бывшая возлюбленная Луи, которой он помогал, пока жил в Пон дю Лак. После побега Лестата и Луи она сошла с ума.
- Морган (англ. Morgan) — человек, которого Луи и Клодия встретили во время путешествия по Германии. Его жена Эмили была убита вампиром.
- Поль (англ. Paul) — младший брат Луи.

## Сюжет
Повествование начинается неподалёку от Нового Орлеана в 1791 году. Двадцатипятилетний Луи, владелец плантаций индиго страдает из-за самоубийства своего брата и винит себя в его кончине. Он стал циничным и отчаянным, возжелал освободительной смерти, но у Луи не хватало духу покончить с собой. Он начал часто наведываться в таверны, бордели и другие небезопасные места. В этом состоянии его находит вампир Лестат и превращает в себе подобного.
После этого Лестат начинает жить в Пон дю Лак, фамильной плантации Луи, куда перевозит и своего отца маркиза д’Оверн. Он без всяких угрызений совести убивает сотни людей, в то время как Луи не может привыкнуть к этому и пьёт кровь животных. Тем временем чернокожие рабы начинают что-то подозревать. Вспыхивает восстание, и вампиры вынуждены распроститься с поместьем. По настоянию Лестата Луи убивает д’Оверна, а затем сжигает собственный дом. Спрятавшись на одну ночь у бывшей возлюбленной Луи, которою он именует «Бабетта», вампиры уезжают в Новый Орлеан.
Однажды, бродя по ночному городу, Луи обнаруживает пятилетнюю девочку, плачущую рядом с разлагающимся трупом матери, умершей от чумы. Луи не может сдержаться и пьёт кровь ребёнка, но приходит в ужас от своего поступка и отбрасывает девочку на пол. Умирающую Клодию (а именно так её назвали) увозят в больницу для детей-сирот. Чуть позже Лестат выкупает её и превращает в вампира, понимая, что теперь Луи не покинет его. Дальнейшие шестьдесят лет они живут вместе.
За это время Клодия нисколько не изменилась. Она мыслит и чувствует, как взрослая женщина, но её тело по прежнему остаётся как у пятилетнего ребёнка. Поняв, что она всегда будет выглядеть как маленькая девочка, Клодия возненавидела своего создателя. Она замышляет убить Лестата. Вампирша преподносит своему названному отцу дар в виде двух сирот, опоенных полынью и настойкой опия, что сильно ослабляет его самочувствие, она разрезает ему горло и пронзает ножом грудь. Вместе с Луи они сбрасывают тело в болото вблизи реки Миссисипи. Однако вскоре выясняется, что Лестат вовсе не умер, и он нападает на них. В попытке спастись Луи поджигает квартиру и спасается с Клодией бегством. Думая, что в Америке они единственные в своём роде, пара отправляется на поиски вампиров «Старого Света».
Прибыв в Европу, Луи и Клодия долго не могут найти ни одного вампира. Сначала они сталкиваются с дикими неразумными кровопийцами в Восточной Европе и лишь достигнув Парижа находят ровню — четырёхсотлетнего Армана и Театр Вампиров, в котором он фактически является главным. Вампиры-актёры маскируются под людей и питаются ими же на сцене перед публикой, которая думает, что всё это просто очень реалистичная игра. Один из актёров труппы, Сантьяго, подозревает Клодию и Луи в убийстве их создателя. От Армана Луи узнает, что существует негласное правило, согласно которому, любой вампир, истребивший себе подобного, подлежит уничтожению.
Постепенно Арман завораживает Луи, ненавязчиво притягивая к себе. Арман хочет «освободить» его от Клодии. В безысходности, понимая будущее одиночество и свою уязвимость, Клодия просит Луи сделать парижскую даму Мадлен вампиром. Сначала Луи отказывается, но вскоре поддаётся её уговорам. Некоторое время вампиры спокойно живут втроём.
Но объявляется Лестат. Он обвиняет Клодию в преднамеренном убийстве и желает заполучить Луи обратно. Вампиры театра во главе с Сантьяго хватают троицу. Мадлен и Клодию приговаривают к сожжению солнцем, Луи же запирают в гробу и замуровывают кирпичами. Спустя время Арман находит и освобождает Луи, но для женщин уже слишком поздно — тела Мадлен и Клодии спалены лучами восходящего солнца. Луи опустошён, жажда мести снедает его. За четверть часа до рассвета, несмотря на опасное для себя время, он пробирается в театр, поджигает его и перерезает косой всех обитателей.
Луи и Арман вместе уезжают из Парижа и путешествуют по Греции, Италии, Малой Азии и Нью-Йорку. В начале двадцатого столетия Луи вместе с новым компаньоном возвращается в Новый Орлеан. Однажды Арман признаётся, что Лестат жив, так как за несколько дней до пожара уехал из города. Узнав это, Луи понимает, что больше не нуждается в Армане, и тот, почувствовав это, покидает его. Вскоре Луи находит обезображенного и с трудом выживающего Лестата. Тот почти умоляет остаться с ним, но Луи отказывается.
Всю эту историю Луи рассказывает молодому репортёру Дэниелу Моллою. Поражённый, Дэниел просит передать ему силу вампира. Себе он представляет эту горькую историю как «приключение, подобное которому никогда в жизни не испытать». Луи, понимая что его ошибки ничему не научили репортёра, в ярости пронзает его шею и исчезает. Молодой человек приходит в себя, прокручивает запись, находит в ней упоминание адреса Лестата в Новом Орлеане и садится в свой автомобиль, преследуя цель найти вампира.

## Интерпретации
В 1994 году вышел кинофильм «Интервью с вампиром», режиссёром которого стал Нил Джордан. Главные роли исполнили — Брэд Питт (Луи), Том Круз (Лестат), Кирстен Данст (Клодия), Антонио Бандерас (Арман), Стивен Ри (Сантьяго), Кристиан Слейтер (Дэниел Моллой) и Домициана Джордано в роли Мадлен. Фильм имеет ряд отличий от оригинала, в частности, полностью отсутствует Бабетта и отец Лестата. Луи страдает не от самоубийства брата, а из-за смерти жены; Лестат не появляется в Париже после того, как Луи поджёг его в Новом Орлеане.
В 2022 году состоится премьера сериала Интервью с вампиром.
В 1994 году Токум Шотен издал японскую манга-адаптацию романа.